# Sungai Beras
Sungai Beras is een bestuurslaag in het regentschap Tanjung Jabung Timur van de provincie Jambi, Indonesië. Sungai Beras telt 3175 inwoners (volkstelling 2010).